# David M. Stern

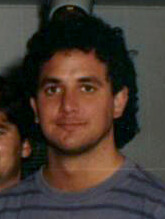
David M. Stern

David M. Stern är en amerikansk TV-författare. Han är bror till skådespelaren Daniel Stern, de arbetade tillsammans på En härlig tid. Han har även skrivit en rad avsnitt till The Simpsons och Monk. Han var också produktionsassistent till filmen Tre tjejer.

## Skrivarbidrag

### Avsnitt tillThe Simpsons
David M. Stern har skrivit följande The Simpsons-avsnitt:
- "Bart Gets an F"
- "Principal Charming"
- "Homer Alone"
- "Kamp Krusty"
- "Selma's Choice"
- "Duffless"
- "Viva Ned Flanders"
- "Marge Simpson in: "Screaming Yellow Honkers""